# Pio Viale
Pio Viale (Sanremo, 1895 – Yol, 21 aprile 1942) è stato un militare italiano insignito della medaglia d'oro al valor militare alla memoria nel corso della seconda guerra mondiale.

## Biografia
Nacque a Sanremo nel 1895, figlio di Bartolomeo.
Nel 1915 fu arruolato come artigliere nel Regio Esercito, partecipando alla prima guerra mondiale con la 27ª batteria del 3º Reggimento artiglieria da montagna. Promosso successivamente sottotenente di complemento, passò al 1º Reggimento artiglieria da montagna, rimanendo ferito nel combattimento di Malga Zugna il 30 maggio 1918. Rientrato al deposito il 1º maggio 1919, tre mesi dopo partì per l'Anatolia a seguito del Corpo di spedizione italiano e rimpatriato per malattia, venne posto in congedo alla fine dello stesso anno. Nel luglio 1920 conseguì la promozione a tenente e nell'ottobre 1936 quella a capitano. Richiamato in servizio attivo all'atto della dichiarazione di guerra in Francia e in Gran Bretagna, il 10 giugno 1940, fu assegnato alla 265ª batteria da 65/17 del XLII gruppo Guardia alla Frontiera. con la quale prese parte alle operazioni svoltesi alla fronte occidentale, quindi nel dicembre fu trasferito col reparto in Africa Settentrionale Italiana. Nel corso della battaglia nel Sud Bengasino dei giorni 5 e 6 febbraio 1941 fu catturato dal nemico ed inviato prigioniero di guerra a Yol, in India. Venne ucciso il 21 aprile 1942, durante la repressione di un tentativo di insubordinazione, e fu successivamente decorato con la medaglia d'oro al valor militare alla memoria.